# Ньонто, Вилли
Деньян Вильфрид «Вилли» Ньонто (итал. Degnand Wilfried 'Willy' Gnonto; род. 5 ноября 2003, Вербания, Пьемонт, Италия) — итальянский футболист. Выступает на позициях крайнего нападающего и оттянутого нападающего. Игрок клуба «Лидс Юнайтед» и национальной сборной Италии.

## Клубная карьера
Воспитанник футбольной академии миланского клуба «Интернационале», за который выступал с девятилетнего возраста. 23 апреля 2020 года перешёл в швейцарский клуб «Цюрих», подписав со швейцарским клубом трёхлетний контракт. 24 октября 2020 года дебютировал в основном составе «Цюриха» в матче швейцарской Суперлиги против «Вадуца». 21 мая 2021 года забил свой первый гол за «Цюрих». Это случилось в поединке против «Вадуца», который завершился победой «Цюриха» со счётом 4:1. Этот гол стал единственным для вингера в дебютном сезоне за основной состав «Цюриха» в 26 матчах. При этом практически во всех этих играх Ньонто выходил на замену.
В сезоне 2021/22 в составе своего клуба стал чемпионом Швейцарии. В 33 матчах Суперлиги в чемпионском сезоне Ньонто отметился восемью забитыми голами.
Сезон 2022/23 начинал в «Цюрихе», в составе которого дебютировал в квалификации Лиги чемпионов УЕФА, однако 2 сентября 2022 года перешёл в клуб английской Премьер-лиги «Лидс Юнайтед», с которым заключил пятилетний контракт. 29 октября 2022 года дебютировал за «Лидс» в гостевом поединке против «Ливерпуля», который завершился победой «Лидса» со счётом 2:1. 4 января 2023 года забил свой первый гол в Премьер-лиге, поразив ворота клуба «Вест Хэм Юнайтед» в матче, завершившемся со счётом 2:2. Двумя неделями позже оформил дубль в матче Кубка Англии против «Кардифф Сити» (5:2). Всего до конца сезона, по итогам которого «Лидс Юнайтед» вылетел из АПЛ, принял участие в 29 матчах клуба во всех турнирах, забил четыре гола и оформил четыре голевых передачи.
6 августа 2023 года вышел в стартовом составе «Лидс Юнайтед» на игру первого тура нового сезона в чемпионшипе, однако затем не попал в состав на следующий матч команды. 11 августа 2023 года «Лидс Юнайтед» выпустил официальное заявление, в котором подтвердил информацию о том, что Ньонто отказался участвовать в матчах команды из-за желания покинуть «Лидс», которая ранее распространялась в британских СМИ. Затем главным тренером клуба Даниелем Фарке было также подтверждено, что итальянец отстранён от тренировок с командой. По сообщениям СМИ, поведение игрока было связано с желанием вернуться в Премьер-лигу, перейдя в «Эвертон».

## Карьера в сборной
Выступал за сборные Италии до 16, до 17, до 18 и до 19 лет.
В 2019 году в составе сборной Италии до 17 лет сыграл на юношеском чемпионате мира в Бразилии, забив на турнире три мяча: «дубль» в матче против сборной Соломоновых Островов 28 октября и гол в матче против Мексики.
В мае 2022 года был вызван в главную сборную Италии. Дебютировал за неё 4 июня 2022 года в матче Лиги наций УЕФА против сборной Германии. 14 июня 2022 года забил свой первый гол за главную сборную Италии в ответном матче против сборной Германии. Таким образом в возрасте 18 лет и 222 дней стал самым юным автором гола в истории сборной Италии, побив рекорд 1958 года, принадлежавший Бруно Николе.

## Личная жизнь
Ньонто родился в Италии в семье выходцев из Кот-д’Ивуара.

## Статистика выступлений

### Клубная
| Выступление      | Выступление      | Выступление      | Лига | Лига | Кубок | Кубок | Кубок лиги | Кубок лиги | Еврокубки | Еврокубки | Прочие | Прочие | Итого | Итого |
| Клуб             | Лига             | Сезон            | Игры | Голы | Игры  | Голы  | Игры       | Голы       | Игры      | Голы      | Игры   | Голы   | Игры  | Голы  |
| ---------------- | ---------------- | ---------------- | ---- | ---- | ----- | ----- | ---------- | ---------- | --------- | --------- | ------ | ------ | ----- | ----- |
| Цюрих            | Суперлига        | 2020/21          | 26   | 1    | 0     | 0     | —          | —          | —         | —         | —      | —      | 26    | 1     |
| Цюрих            | Суперлига        | 2021/22          | 33   | 8    | 3     | 2     | —          | —          | —         | —         | —      | —      | 36    | 10    |
| Цюрих            | Суперлига        | 2022/23          | 6    | 0    | 1     | 0     | —          | —          | 5         | 1         | —      | —      | 12    | 1     |
| Цюрих            | Итого            | Итого            | 65   | 9    | 4     | 2     | —          | —          | 5         | 1         | —      | —      | 74    | 12    |
| Лидс Юнайтед     | Премьер-лига     | 2022/23          | 24   | 2    | 3     | 2     | 1          | 0          | —         | —         | —      | —      | 28    | 4     |
| Лидс Юнайтед     | Чемпионшип       | 2023/24          | 36   | 8    | 4     | 1     | 1          | 0          | —         | —         | 3      | 0      | 44    | 9     |
| Лидс Юнайтед     | Чемпионшип       | 2024/25          | 43   | 9    | 2     | 0     | 1          | 0          | —         | —         | —      | —      | 46    | 9     |
| Лидс Юнайтед     | Итого            | Итого            | 103  | 19   | 9     | 3     | 3          | 0          | —         | —         | 3      | 0      | 118   | 22    |
| Всего за карьеру | Всего за карьеру | Всего за карьеру | 168  | 28   | 13    | 5     | 3          | 0          | 5         | 1         | 3      | 0      | 192   | 34    |

### Международная
| Сборная          | Сезон            | Товарищеские | Товарищеские | Официальные | Официальные | Итого | Итого |
| Сборная          | Сезон            | Игры         | Голы         | Игры        | Голы        | Игры  | Голы  |
| ---------------- | ---------------- | ------------ | ------------ | ----------- | ----------- | ----- | ----- |
| Италия           |                  |              |              |             |             |       |       |
| 2022             | 2                | 0            | 6            | 1           | 8           | 1     |       |
| 2023             | 0                | 0            | 5            | 0           | 5           | 0     |       |
| Всего за карьеру | Всего за карьеру | 2            | 0            | 11          | 1           | 13    | 1     |

### Матчи за сборную
| №  | Дата             | Оппонент           | Счёт | Голы | Карточки | Минуты | Соревнование             |
| -- | ---------------- | ------------------ | ---- | ---- | -------- | ------ | ------------------------ |
| 1  | 4 июня 2022      | Германия           | 1:1  | —    | —        | 25'    | Лига наций УЕФА 2022/23  |
| 2  | 7 июня 2022      | Венгрия            | 2:1  | —    | —        | 90'    | Лига наций УЕФА 2022/23  |
| 3  | 11 июня 2022     | Англия             | 0:0  | —    | —        | 26'    | Лига наций УЕФА 2022/23  |
| 4  | 14 июня 2022     | Германия           | 2:5  | 1    | —        | 90'    | Лига наций УЕФА 2022/23  |
| 5  | 23 сентября 2022 | Англия             | 1:0  | —    | —        | 27'    | Лига наций УЕФА 2022/23  |
| 6  | 26 сентября 2022 | Венгрия            | 2:0  | —    | —        | 66'    | Лига наций УЕФА 2022/23  |
| 7  | 16 ноября 2022   | Албания            | 3:1  | —    | —        | 13'    | Товарищеский матч        |
| 8  | 20 ноября 2022   | Австрия            | 0:2  | —    | —        | 18'    | Товарищеский матч        |
| 9  | 23 марта 2023    | Англия             | 1:2  | —    | —        | 21'    | Отборочные матчи ЧЕ 2024 |
| 10 | 26 марта 2023    | Мальта             | 2:0  | —    | —        | 22'    | Отборочные матчи ЧЕ 2024 |
| 11 | 18 июня 2023     | Нидерланды         | 3:2  | —    | —        | 64'    | Лига наций УЕФА 2022/23  |
| 12 | 9 сентября 2023  | Северная Македония | 1:1  | —    | —        | 8'     | Отборочные матчи ЧЕ 2024 |
| 13 | 12 сентября 2023 | Украина            | 2:1  | —    | —        | 32'    | Отборочные матчи ЧЕ 2024 |

Итого: 13 матчей / 1 гол; 7 побед, 3 ничьи, 3 поражения.

## Достижения

### Командные
«Цюрих»
- Чемпион Швейцарии: 2021/22

«Лидс Юнайтед»
- Победитель Чемпионшипа Английской футбольной лиги: 2024/25

### Рекорды
- Самый юный автор гола в сборной Италии: 18 лет и 222 дня (14 июня 2022 года, 2:5 против сборной Германии)[20]